# Philicus ochreoguttatus
Philicus ochreoguttatus är en skalbaggsart som beskrevs av Stefan von Breuning 1939. Philicus ochreoguttatus ingår i släktet Philicus och familjen långhorningar.
Artens utbredningsområde är Sulawesi. Inga underarter finns listade i Catalogue of Life.